# Estação Avenida de la Ilustración

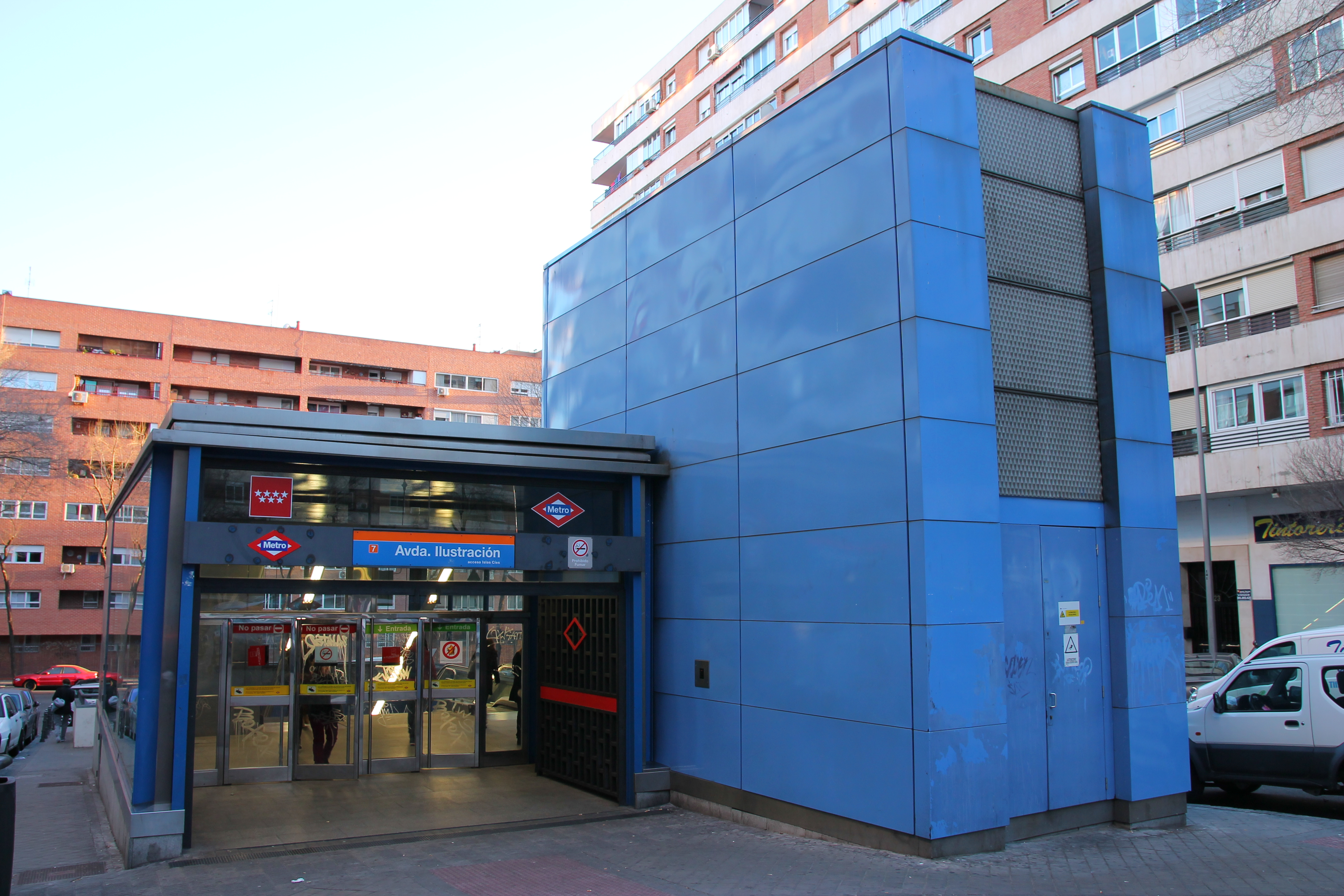
Acesso a estação

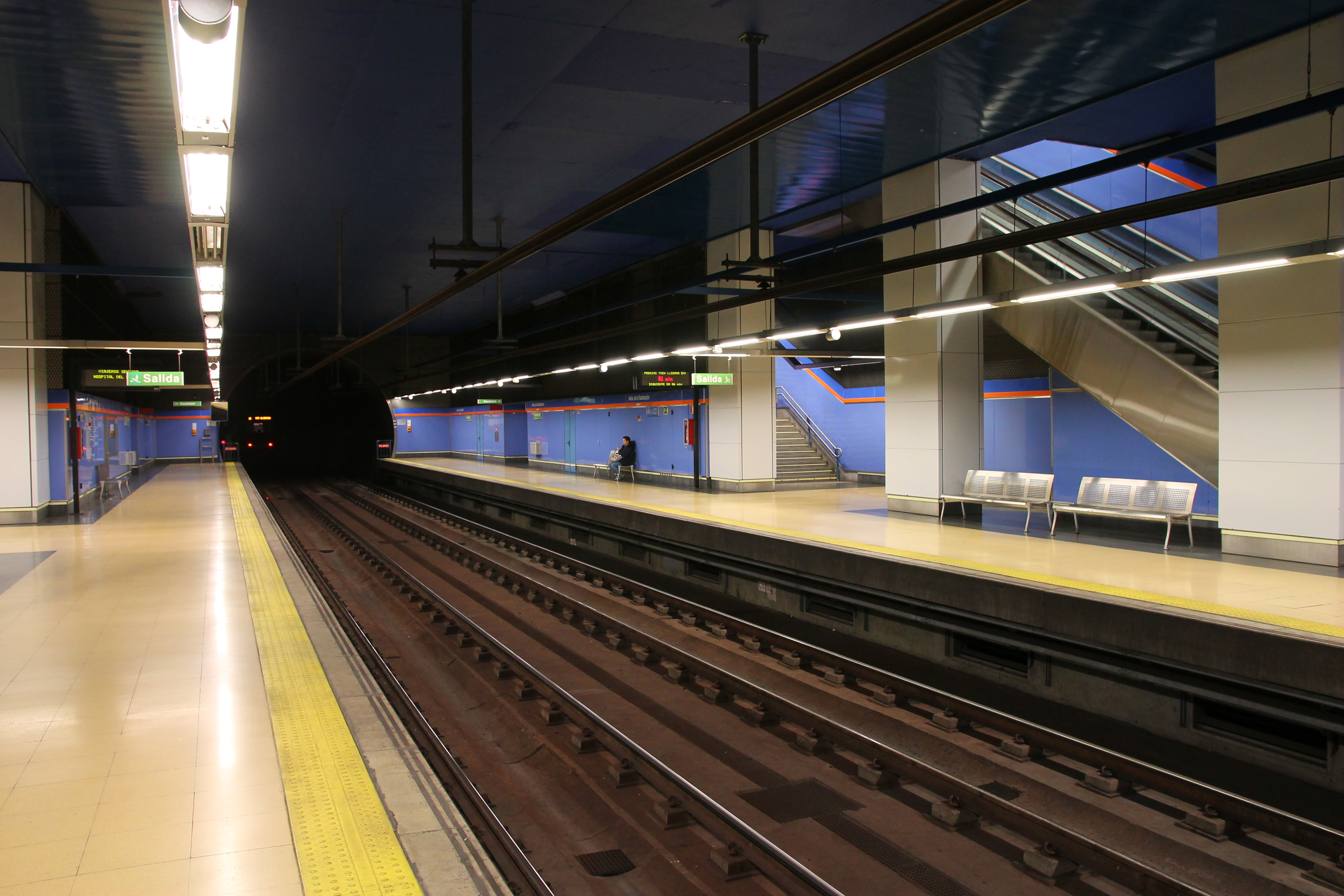
Plataforma de embarque

Avenida de la Ilustración é uma estação da Linha 7 do Metro de Madrid.

## História
Está localizado sob a calle Islas Cíes, no bairro Peñagrande do distrito Fuencarral-El Pardo e foi aberta ao público  em 29 de março de 1999.